# ماريا تيريزا كارلسون
ماريا تيريزا كارلسون هي ممثلة فلبينية، ولدت في 15 أكتوبر 1963 في مانيلا في الفلبين، وتوفيت في 23 نوفمبر 2001 في Greenhills, Dublin ‏ في جمهورية أيرلندا بسبب سقوط.

## وصلات خارجية
- ماريا تيريزا كارلسون على موقع IMDb (الإنجليزية)
- ماريا تيريزا كارلسون على موقع قاعدة بيانات الفيلم (الإنجليزية)